# Bobby (rapper)
Kim Ji-won (hangul: 김지원; nascido em 21 de dezembro de 1995), conhecido profissionalmente como BOBBY (hangul: 바비), é um rapper, produtor e compositor sul-coreano. Tornou-se popularmente conhecido após participar da terceira temporada do programa de rap Show Me The Money em 2014, tendo sido o concorrente mais novo a vencê-lo, com dezoito anos de idade. Em 15 de setembro do ano seguinte, realizou sua estreia como integrante do grupo masculino iKON, sob agenciamento da YG Entertainment. Em setembro de 2016, estreou como membro do duo de hip hop MOBB com seu companheiro de empresa Mino. Como parte do EP de estreia do duo, Bobby lançou o single "꽐라 (Holup!)".
Seu primeiro álbum de estúdio individual, Love and Fall, teve seu lançamento em 14 de setembro de 2017 em conjunto dos singles "사랑해 (I Love You)" e "Runaway".

## Início de vida
Bobby nasceu em 21 de dezembro de 1995 em Seul, Coreia do Sul. Quando estava na quarta série de sua escola, mudou-se para Fairfax, Virgínia, Estados Unidos com seus pais, e viveu lá por mais cinco anos, até terminar o ensino médio. Enquanto estava no país, começou a escutar rap sul-coreano. Mais tarde, realizou uma audição para a YG Entertainment em Nova Iorque, tendo sido aprovado. Com dezessete anos de idade, mudou-se para a Coreia do Sul e juntou-se à agência, enquanto seus pais ficaram nos Estados Unidos. Na Coreia do Sul, se interessou pela cena hip hop sul-coreana, inspirando-se por rappers como Dok2 e Dinamic Duo.

## Carreira

### 2013—15: Aparições em programas e iKON
Após juntar-se à YG Entertainment como um trainee em 10 de janeiro de 2011, Bobby participou no programa WIN: Who is Next em 2013, competindo a chance de estrear em um novo grupo da agência contra um grupo de trainees. Ele era um membro do Team B, que foi a equipe perdedora. Após o fim do programa, fez uma aparição com o resto do Team B no videoclipe do single "Ringa Linga" do Taeyang e contribuiu na composição da música de estreia do Winner, grupo constituído pelos membros do Team A, que foi a equipe vencedora do WIN: Who is Next.
Em maio de 2014, realizou um teste para a terceira temporada do programa de rap Show Me The Money, tendo sido aprovado e tornado-se, então, um concorrente do mesmo. No episódio final do programa, transmitido em 4 de setembro, foi anunciado que Bobby havia sido o vencedor, recebendo cem mil dólares e um concerto especial. Tendo vencido como parte da equipe Illionaire com Dok2 e The Quiett da Illionaire Records, ele realizou uma aparição no concerto 11:11 Concert Encore dos artistas da gravadora em 13 de setembro. As canções que lançou durante o programa classificaram-se em altas posições nas paradas musicais sul-coreanas, com "연결 고리 # 힙합 (YGGR#Hip Hop)", apresentada em sua segunda performance, tendo alcançado a quarta posição da parada digital do Gaon e totalizado mais de um milhão de cópias vendidas na Coreia do Sul.
Lançado em outubro de 2014, participou do single "Born Hater" do Epik High juntamente de Beenzino, B.I, que também constituiu o Team B, Mino, integrante do Winner, e Verbal Jint. Em 11 de novembro, foi lançada a música "나는 달라 (I'm Different)" de Hi Suhyun, que contou com sua participação. No mesmo mês, também foi lançada a faixa "이리와봐 (Come Here)" do Masta Wu, onde participou junto de Dok2. Ele também apareceu na lista Men of the Year 2014 do GQ Korea. Ainda em 2014, participou do programa Mix & Match da Mnet, lançado para formar um grupo oficial, que receberia o nome iKON. Em seu último episódio, foi anunciada a adição de Chanwoo à formação original do Team B. Bobby, então, estreou como integrante do iKON com o lançamento do single "My Type" em 15 de setembro de 2015.

### 2016—presente: MOBB e carreira a solo
Em 7 de setembro de 2016, Bobby realizou seu primeiro lançamento individual após sua estreia no iKON, este sendo o single "꽐라 (Holup!)". Posteriormente, a canção foi incluída na lista de faixas do EP de estreia do MOBB, um duo de hip hop formado por ele e Mino, membro do WINNER.
No ano seguinte, lançou seu primeiro álbum de estúdio, intitulado Love and Fall. O lançamento, ocorrido em 14 de setembro, foi acompanhado pelos singles "사랑해 (I Love You)" e "Runway". Bobby participou na produção, composição e escrita de todas as canções do álbum.
Em 25 de janeiro de 2021, Bobby lançou o segundo álbum de estúdio, Lucky Man. Além de escrever e co-compor todas as 17 faixas, Bobby também participou da criação do videoclipe da faixa-título, "U Mad", para garantir que ela incorpore a mensagem que deseja transmitir.
Em 21 março de 2023, Bobby lançará seu primeiro álbum single a solo com a 143 Entertainment, "SiR". O álbum single irá conter duas faixas: "DROWNING" (faixa-título) e "Cherry Blossom" (faixa b-side).

## Discografia

### Álbuns de estúdio
- 2017: Love and Fall
- 2021: Lucky Man

## Filmografia

### Programas de televisão
| Ano  | Título                        | Emissora | Notas                                                |
| ---- | ----------------------------- | -------- | ---------------------------------------------------- |
| 2013 | WIN: Who Is Next              | Mnet     | 10 episódios; estreou em 23 de agosto                |
| 2014 | Show Me the Money 3           | Mnet     | Concorrente; anunciado como vencedor no 10º episódio |
| 2014 | Mix & Match                   | Mnet     | 9 episódios; estreou em 11 de setembro               |
| 2017 | King of Mask Singer           | MBC      | Concorrente                                          |
| 2017 | Living Together in Empty Room | MBC      | Episódios 12–15; membro do elenco                    |

## Videografia
| Como artista principal      | Como artista principal | Como artista principal                      | Como artista principal                              |
| Canção                      | Ano                    | Outro(s) artista(s)                         | Notas                                               |
| --------------------------- | ---------------------- | ------------------------------------------- | --------------------------------------------------- |
| "꽐라 (Holup!)"             | 2016                   | —                                           | Single de estreia como solista; parte do EP do MOBB |
| "Runway"                    | 2017                   | —                                           | Single de seu primeiro álbum de estúdio individual  |
| "사랑해 (I Love You)"       | 2017                   | —                                           | Single de seu primeiro álbum de estúdio individual  |
| Como artista convidado      |                        |                                             |                                                     |
| "Born Hater"                | 2014                   | Epik High, Beenzino, B.I, Mino, Verbal Jint |                                                     |
| "나는 달라 (I'm Different)" | 2014                   | Hi Suhyun                                   |                                                     |
| "이리와봐 (Come Here)"      | 2014                   | Masta Wu, Dok2                              |                                                     |
| Aparições                   |                        |                                             |                                                     |
| "Ringa Linga"               | 2014                   | Taeyang                                     |                                                     |